# Neil Cockle
Neil Cockle (Londra, 11 agosto 1953) è un tastierista e compositore britannico naturalizzato statunitense noto prevalentemente per la sua militanza nella band fusion Zephyr.

## Biografia
Nato a Hammersmith (Londra), visse per un breve periodo della sua infanzia negli Stati Uniti, per poi tornare in Gran Bretagna.
Dopo aver militato in vare band a livello locale, nel 1977 si unisce ai neonati Marillion, in qualità di tastierista e tecnico del suono.
Licenziato dalla band nel 1979 a causa delle sue scarse doti tecniche, fece ritorno negli Stati Uniti, dove si unì ai riformati Zephyr. Fece poi parte, negli anni 2000, della band The Summer Set, prima di fondare, nel 2013 i The Mighty Bard, gruppo improntato al rock progressivo.
È il fratello di Ross Cockle, ex membro della Little River Band.

## Discografia

### Solista
- 2002 - Jazzhead 2002
- 2014 - Lilywhite Lily

### Con i Marillion
- 1998 - Tales from the Engine Room

### Con gli Zephyr
- 1982 - Zephyr Heartbeat

### Con i The Mighty Bar
- 2014 - Blue God and the Other Stories

### Collaborazioni
- 1971 - The 31st of February Street - Cliff Richard
- 1976 - Come Back Romance All is Forgiven - Andy Bown
- 1978 - Looking Over My Shoulder - Chris Rainbow
- 1979 - Deltic - Chris Rea
- 1979 - Diamond Cut - Bonnie Tyler
- 1979 - White Trails - Chris Rainbow
- 1980 - Off Center - Gilbert O'Sullivan
- 2015 - 75 at 75 - Cliff Richard
- 2019 - The Complete Chicory Trip - Chicory Trip